# دلفت ۱۲۷۱۶
سیارک ۱۲۷۱۶ (به انگلیسی: 12716 Delft، نامگذاری:1991GD8) دوازده هزار و هفتصد و شانزدهمین سیارک کشف شده‌است که در ۸ آوریل ۱۹۹۱ کشف شد.
قدر مطلق سیارک برابر ۲۶.۹ است.